# Hoyer von Mansfeld
Hoyer von Mansfeld ist der Name mehrerer sächsischer Grafen aus dem Adelsgeschlecht Mansfeld:
- Hoyer der Rote, soll um das Jahr 542 gelebt haben und ein Ritter der Tafelrunde gewesen sein[1], wird in Wigalois erwähnt
- Hoyer von Mansfeld, lebte 868[1]
- Hoyer von Mansfeld, lebte 1069, wird als eigentlich Ahnherr des Mansfelder Geschlechts betrachtet, verheiratet mit Christina, die vermutlich die Erbtochter des sächsischen Pfalzgrafen Siegfried war, erhielt über seine Frau bzw. durch die Gunst Heinrich IV. den Hassegau als Komitat und die Wimmelburg[2]
- Hoyer I. von Mansfeld († 1115), der Große, war Feldmarschall von Kaiser Heinrich V.[3]
- Hoyer II. von Mansfeld, der Sanftmütige, regierte von 1115 bis 1153 und wurde 1146 Statthalter von Meißen[4]
- Hoyer III. von Mansfeld, regierte von 1153 bis 1184 und zog um 1171 mit Heinrich dem Löwen nach Jerusalem[4]
- Hoyer IV. von Mansfeld, lebte um 1374 und noch 1395 und war der sechste Sohn von Gebhard II. von Mansfeld[5]
- Hoyer V. von Mansfeld, Sohn von Albrecht IV. von Mansfeld, wurde Domherr zu Halberstadt[6]
- Hoyer VI. von Mansfeld († 9. Januar 1540[7]), war der geheime Rat von Kaiser Karl V.[8]